# Гнездин
Гнезди́н (бел. Гняздзін) — деревня в составе Вишовского сельсовета Белыничского района Могилёвской области Белоруссии. Население — 26 человек (2019).

## Географическое положение
Ближайшие населённые пункты: Аниськовщина, Большой Нежков, Сипайлы.

## История
Согласно письменным источникам известна с XVIII века. В 1743 году по архивным данным значилась как село в Оршанском повете Витебского воеводства ВКЛ. После первого раздела Речи Посполитой (1772) в составе Российской Империи. В 1785 году в составе имения Головчин Могилёвского уезда, 24 двора, владение помещиков. В 1880 году 34 двора, помимо земледелия сельчане занимались изготовлением льняной и пеньковой пряди и ткани, бондарным и колёсным ремёслами. По данным переписи населения 1897 года в Нежковской волости, 46 дворов, школа. С февраля по октябрь 1918 года оккупирована германскими войсками. В бывшем имении в 1925 году создан сельско-хозяйственный артель. В 1929 году образован колхоз имени С.М. Будённого. В период Великой Отечественной войны со 2 июля 1941 года по 29 июня 1944 года оккупирована немецко-фашистскими захватчиками. 28 односельчан погибли на фронте и в партизанской борьбе. В 1977 году к деревне присоединён посёлок Подвысоцкий. В 1986 году в составе колхоза «Родина» (центр — д. Вишов), клуб, магазин.
Планировочно состоит из прямолинейной улицы меридианной ориентации, застроенной двухсторонне, неплотно деревянными домами с приусадебными участками.

## Население
| Численность населения (по переписи) | Численность населения (по переписи) | Численность населения (по переписи) | Численность населения (по переписи) | Численность населения (по переписи) | Численность населения (по переписи) | Численность населения (по переписи) | Численность населения (по переписи) |
| 1785                                | 1880                                | 1897                                | 1909                                | 1926                                | 1959                                | 2009                                | 2019                                |
| ----------------------------------- | ----------------------------------- | ----------------------------------- | ----------------------------------- | ----------------------------------- | ----------------------------------- | ----------------------------------- | ----------------------------------- |
| 189                                 | ↗198                                | ↗302                                | ↗368                                | ↗471                                | ↘229                                | ↘38                                 | ↘26                                 |